# Humedal de Fuentepeña
El humedal de Fuentepeña es un conjunto lagunar situado en el término municipal de Hacinas, en la provincia de Burgos.